# Март 2007 года

Список событий марта 2007 года.

## События
- 1 марта
  - В России началась налоговая амнистия для физических лиц[1].
  - Начало Второй Московской биеннале современного искусства. Она продлилась до 1 апреля.
- 2 марта — Рамзан Кадыров утверждён парламентом Чеченской Республики на посту президента республики. Его кандидатура была внесена президентом России 1 марта.
- 4 марта — по итогам прошедшего в Петербурге «Марша несогласных» задержаны 113 активных участников акции, на которых составлены протоколы об административных правонарушениях[2].
- 5 марта — на выборах в Эстонии победили сторонники демонтажа Воина-освободителя[3].
- 6 марта — войска НАТО начали военную операцию в Афганистане[4].
- 7 марта
  - Президент РФ В. В. Путин резко осудил заключённый накануне договор на трансляцию футбольных матчей Чемпионата России между РФС и НТВ+[5]. Это намного уменьшает количество имеющих возможность смотреть матчи среди жителей европейской части. Жители Сибири и Дальнего Востока вообще лишены права смотреть футбол, так как зона вещания спутника на эти территории не распространяется[6].
  - В аэропорту Джокьякарты при посадке самолёт Boeing 737-400 компании Garuda Indonesia выкатился с ВПП на рисовое поле, развалился и загорелся. Погиб 21 из 144 человек, находившихся на борту[7].
- 9 марта — «Форбс» опубликовал ежегодный список миллиардеров. По итогам 2006 года их число достигло 946, из них 53 — граждане России[8].
- 11 марта — боксёр Владимир Кличко (Украина) выиграл нокаутом бой во II раунде у Рэя Остина (США), защитив титул чемпиона мира ИБФ в супертяжёлом весе[9].
- 12 марта — лауреатами премии Александра Солженицына стали Сергей Бочаров и Андрей Зализняк[10].
- 17 марта — при заходе на посадку в Самарский аэропорт Курумоч потерпел крушение самолёт Ту-134, погибли 6 человек.
- 18 марта — запуск системы оплаты общественного транспорта PASMO в Токио, Япония.
- 19 марта — взрыв метана на угольной шахте «Ульяновская» в Кемеровской области. Спасено 93 человека, 110 погибли.
- 21 марта — в связи с последними катастрофами президент РФ объявил этот день днём траура на всей территории РФ.
- 23 марта — в Сомали сбит белорусский самолёт Ил-76ТД, 11 погибших.
- 26 марта — умер Михаил Александрович Ульянов[11].